# 阿騙真金星介
阿騙真金星介（学名：[Eucyris apiana] 错误：{{Lang}}：文本有斜体标记（帮助））为金星介科真金星介屬下的一个种。